# Empire marathe
Pour les articles homonymes, voir Marathe (homonymie).
1674–1819
Entités précédentes :
- Empire moghol

Entités suivantes :
- Raj de la Compagnie
- Raj britannique

L'Empire marathe, ou Confédération marathe, est un État qui a dominé une grande partie de l'Inde de la fin du XVIIe siècle où il prend le pas sur la domination moghole au début du XIXe siècle où il est conquis par la Compagnie britannique des Indes orientales et subséquemment intégré à l'empire colonial britannique.

## Histoire
Comme son nom l'indique, l'Empire marathe trouve son origine dans la région qui forme maintenant l'État du Maharashtra.
Au XVIIe siècle, Shivâjî Bhonslé dirige une rébellion contre l'Empire moghol. Sous son règne et sous celui de son fils Sambhaji, le territoire marathe s'étend sur la vallée du Gange et une grande partie de l'Inde centrale.
Après la mort de Shivajî, Aurangzeb marche sur le Dekkan avec l'intention d'en finir avec l'Empire marathe. Neuf années de guerre s'ensuivent qui s'achèvent par la capture de Sambhaji et sa mise à mort. Son frère cadet, Rajaram, lui succède et cherche à venger la mort de son aîné durant les dix années qui suivirent, jusqu'à sa propre mort. Sa veuve déplace la capitale de l'Empire à Kolhapur et continue son combat.
Au décès d'Aurangzeb, en 1707, le combat marathe s'éteint après trente ans de lutte sans discontinuer contre le pouvoir moghol. Shâhû, le fils de Sambhaji, qui avait été élevé par les Moghols, est rendu à son peuple à la mort de l'empereur. Il installe au poste de peshwâ (Premier ministre), Balaji Vishwanath, qui l'avait aidé à être reconnu comme Chhatrapati, chef des Marathes.
À la mort de Bâlâjî en 1720, son fils, Bâjî Râo Ier lui succède au poste de peshwâ, qui devient héréditaire. Bâjî Râo s'empare de tous les pouvoirs en 1727, et à partir de cette date, les descendants de Shivajî n'ont plus qu'un rôle honorifique. Il renforce la position des Marathes en faisant la conquête du Nizâm, en prenant le contrôle du Mâlvâ et du Goujerat et en nouant de nombreuses alliances. 
En 1740, Bâlâjî Râo succède à son père au poste de peshwâ. Shâhû meurt sans enfant et Bâlâjî Râo prend la tête de l'Empire, en 1748, après s'être débarrassé des derniers prétendants au trône. Il transfère la capitale à Pune, réorganise l'État et charge son cousin Sadâshiva Bhâo de l'administration de son gouvernement. Cependant les Marathes alliés aux Sikhs sont vaincus à la (3e) bataille de Pânipat en 1761 par les Afghans de l'empire Durrani conduits par Abdâlî ; Bâlâjî Râo et son fils aîné Vishvas Râo y perdent la vie.
Après avoir été défaits par les Britanniques à Pune en 1819, les Bhonsla s'installent vers 1840 à Nagpur et régnent sur l'État de Nâgpur jusqu'à son annexion, en 1853, par la Compagnie britannique des Indes orientales.

## Chronologie
- 1710 : première révolte des sikhs.
- 1714 : Husain Ali est nommé vice-roi du Dekkan ; traité entre les Marathes et Husain Ali.
- 1717 : le pouvoir marathe devient peu à peu pré-éminent en Inde, prélevant des taxes dans tout le Dekkan sauf à Hyderabad.
- 1720 : Baji Rao Peshwa accède au poste de Premier ministre du raja des Marathes. Joseph François Dupleix commence une carrière d'administrateur. Les Bundelas se révoltent contre les Moghols.
- 1723 : les Marathes prennent le Mâlvâ.
- 1724 : les royaumes du Dekkan et d'Oudh se déclarent indépendants de l'Empire moghol. La Bourdonnais s'empare du comptoir de Mahé.
- 1727 : les Marathes envahissent le Goujerat et le Khandesh.
- 1737 : les Marathes menacent Delhi.
- 1739 : le shah de Perse Nâdir Shâh conquiert et pille Delhi ; les Marathes s'emparent de Salsette et de Bassein.
- 1740 : accession au poste de Premier ministre marathe de Balajî Râo Peshwâ ; les Marathes prennent le fort d'Arcot.
- 1742 : les Marathes s'emparent du Bengale. Dupleix devient gouverneur de l'Inde française.
- 1743 : les Marathes sont chassés du Karnataka par Nizam ul-Mulk.
- 1744 : les Marathes attaquent le Rajasthan.
- 1745 : les Marathes attaquent le Bundelkhand.
- 1746 : La Bourdonnais s'empare de Madras.
- 1748 : Première Guerre franco-britannique de l'Inde. Dupleix repousse la contre-offensive de l'amiral Boscawen à Pondichéry. Dupleix doit rendre Madras aux Britanniques suivant le traité d'Aix-la-Chapelle.
- 1750 : guerres carnatiques.
- 1751 : traité d'Alivadi avec les Marathes.
- 1752 : Dupleix capitule devant l'effort militaire de Robert Clive. Les Afghans menacent l'Inde. Les Moghols confient la défense du pays aux Marathes.
- 1754 : Dupleix est rappelé à Paris. Les Marathes déposent l'empereur moghol Ahmad Shah Bahadur.
- 1756 : le nabab du Bengale Siradj al-Dawla s'empare de Calcutta.
- 1757 : bataille de Plassey : les Britanniques commandés par Watson et Clive défont Siradj al-Dawla et reprennent Calcutta. Le général et traître Mir Jafar est nommé nabab du Bengale qui est devenu dans les faits un protectorat britannique. Le Sind et le Cachemire tombent aux mains des Afghans.
- 1760 : bataille de Wandiwash : les Britanniques battent les Français.
- 1761 : troisième bataille de Pânipat : Ahmed Shah Abdali défait les Marathes ; Madhava Rao devient peshwa ; Haidar Alî devient sultan de Mysore.
- 1763 : les Français sont exclus de l'Inde par le traité de Paris. Les Britanniques sont prédominants en Inde.
- 1764 : bataille de Buxar : les Britanniques défont le nawab du Bengale Mir Kasim. Les sikhs s'organisent en État.
- 1765 : les Britanniques obtiennent le Diwani sur le Bengale, le Bihar et l'Orissa.
- 1767 : Première Guerre de Mysore : les Britanniques concluent un traité de paix humiliant avec Haidar Alî (fin en 1769).
- 1768 : les Gurkhas s'emparent de Katmandou.
- 1769 : une terrible famine au Bengale tue un tiers de la population. La Compagnie des Indes orientales est dissoute.
- 1771 : les Marathes battent Haidar Alî.
- 1772 : décès de Madhava Rao Peshwa. Warren Hastings est désigné comme gouverneur du Bengale. Les Jats, définitivement matés, redeviennent de simples agriculteurs. Les Britanniques remettent Shah Alam II sur le trône.
- 1773 : le Regulating Act est voté par le Parlement britannique.
- 1774 : Warren Hastings désigné comme Gouverneur général des Indes.
- 1777 : les Marathes sont battus par Haidar Alî.
- 1778 : Warren Hastings s'empare de Pondichéry et Mahé.
- 1779 : première guerre entre les Britanniques et les Marathes (fin en 1782).
- 1780 : Seconde Guerre de Mysore : les Britanniques défont Haidar Alî (fin en 1784).
- 1782 : le traité de Salbai offre 20 ans de paix à Bombay et concède Salsette et Elephanta aux Britanniques. Décès de Haidar Alî, son fils Tipû Sâhib monte sur le trône de Mysore.
- 1784 : le Premier ministre britannique William Pitt promulgue l'India Act.
- 1786 : Lord Charles Cornwallis est nommé gouverneur général.
- 1790 : Tipû Sâhib attaque Travancore, déclenchant la Troisième Guerre de Mysore avec les Britanniques (fin en 1792).
- 1791 : le Sanskrit College est fondé à Vârânasî (Bénarès) par Jonathan Duncan. Cornwallis prend Bangalore.
- 1792 : Tipû Sâhib perd la guerre et abandonne la moitié de son territoire aux Britanniques.
- 1793 : Sir John Shore est nommé gouverneur général des Indes. Installation permanente des Britanniques au Bengale.
- 1794 : décès du chef marathe Mahadaji Sindhia.
- 1796 : les Britanniques prennent Ceylan aux Hollandais.
- 1799 : Quatrième Guerre de Mysore : les Britanniques défont Tipû Sâhib qui meurt lors de la prise de sa capitale ; partition du Mysore.
- 1802 : traité de Bassein entre Britanniques et Marathes. Début de la deuxième guerre entre les Britanniques et les Marathes (fin en 1804).
- 1803 : les Britanniques défont les Marathes à Assaye et à Argaum.
- 1804 : les Britanniques prennent le fort de Dog. En octobre les Marathes assiègent Delhi, mais abandonnent à l'arrivée de renforts britanniques.
- 1809 : un traité est signé entre les Britanniques et les sikhs commandés par Ranjit Singh.
- 1814 : guerre gurkha-britannique (fin en 1816).
- 1815 : les rois de Kandy se soumettent aux Britanniques : Ceylan est complètement contrôlée par les Britanniques.
- 1817 : révolte des Pindarî en Inde centrale (fin en 1818).
- 1817 : troisième guerre entre les Britanniques et les Marathes : les Marathes sont finalement écrasés par les Britanniques à Pune en 1819.